# Graduál
A graduál a protestáns szertartási énekeskönyvek összefoglaló neve. A kifejezés a római rítusból származik. A graduále a mise változó részeinek énekeit tartalmazza, korábban a szentély előtti lépcsőről (latin: gradus) az előénekes által énekelt tételek gyűjteménye volt.
A protestánsok alapvetően kétfajta énekeskönyv-típust különböztettek meg és használtak. A kancionále (latin: cantionale) vagy impressom/impressum elsősorban a verses kanciót (strófákba szedett, metrikus ének a reneszánsz kor óta) tartalmazta, közkedvelt volt az ún.  magyar históriás ének; ebből fejlődött ki a genfi zsoltárokat, népénekeket tartalmazó énekeskönyv, vagyis a gyülekezeti énekeskönyv. 
A graduál a magyar nyelvű gregoriánt, az iskolamester, illetve kántor és az alapvetően iskolás gyermekekből és diákokból álló liturgikus kórus (~szkóla)szertartási énekét tartalmazta. 
Vannak vegyes típusú énekeskönyvek is.
Kéziratos (Batthyány, Óvári, Ráday, Eperjesi stb.) és nyomtatott (Öreg Graduál, 1636), evangélikus, református és unitárius graduálokat tartunk számon. A graduálirodalom azonban elsősorban mégis az óprotestáns kor (a reformáció kb. első évszázada) sajátja, amikor még az evangélikus és református felekezeti határok sem szervezetileg, sem gyakorlatilag nem különültek el élesen. A graduálokat, illetve a graduális éneklést általában a XVIII. század közepéig alkalmazták, a nagyheti passióéneklés maradt fenn legtovább, egyes helyeken a XX. századig, maradványaiban pedig a mai napig.

## Protestáns éneklés
A kancionále és a graduál az iskolamester/kántor és a lelkész használatában állt, számukra szolgált normaszövegül. Ebben az időben erősen élt a helyi, szóbeli hagyomány. A nép a templomba az első időben bizonyára nem vitt énekeskönyvet. Az anyanyelvi éneklés képe sokkal összetettebb, bonyolultabb és nem annyira egyöntetű, mint azt ma elképzelik. A nép, amennyiben énekelt, a mélyen begyökerezett énekhagyományt ápolta és adta tovább az iskolamester/kántor és a liturgikus kórus vezetésével. Az értékes énekeskönyveket sok helyütt a templomban tárolták az ún. éneklőszékben, pulpitusban vagy az egyház más alkalmas helyiségében. Az éneklőszék a templom közepén, piacán állt, a liturgikus tér középpontjában, ahol egyébként a lelkész széke és katedrája is megtalálható volt. A kántort és a kórust általában a 18. század második felében helyezik el a templomi karzatokon. (Kálvin idejében a genfi templomban a kántorszék és a papszék össze volt építve.)
Orgonát nem használtak, a többszólamú templomi (kórus)éneklés is csupán a 18. század második felében kezd elterjedni. Az orgonahasználatban és az éneklés egyes kérdéseiben (például többszólamúság) a reformátusok sokkal szigorúbb álláspontot képviseltek, mint az evangélikusok.  Az orgonahasználat az erdélyi reformátusoknál a 18. század második felében, Magyarországon pedig alapvetően a 19. század első felében, illetve közepén kezdődik.

## Nyomtatott graduálék
1. Huszár Gál énekeskönyve - 1574
2. Öreg Graduál: 1636 Gyulafehérváron.
3. Brewer-féle lőcsei énekeskönyv

## Kéziratos graduálok
1. Batthyány-graduál – 1556-63
2. Óvári Graduál (16. sz. második fele)
3. Csáti graduál (1602 előtt)
4. Patay (Sárospataki) graduál (16-17. sz. fordulója)
5. Ráday graduál (16-17. sz. fordulója
6. Nagydobszai graduál (17. sz. eleje)
7. Spáczay graduál (1619-ben befejezve)
8. Kálmáncsai graduál (1620 után)
9. Apostagi graduál (17. sz. eleje)
10. Eperjesi graduál (1635-50)
11. Kecskeméti graduál
12. Csurgói graduál (1630-as évek)
13. Béllyei graduál (1642)
14. Komjátszegi graduál